# Канталь (сыр)
Канта́ль (фр. Cantal) — твёрдый (и полутвёрдый) французский сыр, изготавливаемый в провинции Овернь; один из самых старых французских сыров. Аромат канталя немного напоминает чеддер — сильный, острый сливочный вкус, усиливающийся со временем. Канталь получил официальную сертификацию (AOC) в 1980 году.

## Изготовление
Канталь относится к прессованным неварёным сырам. Молоко превращают в створоженную массу, которую отжимают в специальных формовочных чанах. Сыр зреет в прохладном хранилище на полках от трёх до шести месяцев, иногда до года. Всё время созревания сырные головы регулярно переворачивают и обмывают водой.
В Оверни относительно суровый климат, и сыр запасали на зиму. Поэтому головка сыра канталь очень большая — до 50 см в диаметре (1 фут) и весом до 40 кг.
Головка сыра канталь круглой формы; внутри сырная мякоть нежно-жёлтого цвета, толстая корка золотистого цвета, с плесенью с красноватыми точками.

## Сорта

### По типу молока
Существует два типа сыра канталь:
- Cantal Fermier — фермерский сыр, изготавливаемый из сырого молока;
- Cantal Laitier — коммерческий, массовый вариант сыра; изготавливается из пастеризованного молока.

Оба вида проходят строгий контроль качества. Используется молоко коров салерской породы, которых с 15 ноября до 15 апреля кормят сеном; летнее молоко коров той же породы используется для изготовления сыра Салер.

### По времени созревания
По времени созревания различают три разновидности сыра:
- молодой (Cantal jeune; созревает за 1 — 2 месяца)
- средний или позолоченный (Cantal doré; 2 — 6 месяцев)
- старый, выдержанный (Cantal vieux; более 6 месяцев)

Старый канталь составляет около 20 % от производимого сыра. Он твёрдый и при надлежащем хранении не портится до полутора лет. Этот сыр имеет сильный специфический вкус и очень редко экспортируется из региона.
Сильно выдержанный канталь имеет ярко выраженный вкус, молодой сыр — сладковатый вкус сырого молока. Канталь пахнет землёй и пастбищами и вызывает в памяти тучные пастбища Оверни.

## Жирность и использование
Жирность канталя — 45 %. Его используют в супах, салатах, блюдах из картофеля, в фондю. В частности, с канталем готовят традиционное овернское блюдо трюффад.
Фермерский сыр Cantal Fermier может содержать бактерию Listeria на корке, поскольку изготавливается из сырого молока, поэтому корку не едят. Также сыр из непастеризованного молока не подходит детям, пожилым людям и людям с иммунодефицитом.